# 未生斎広甫
未生斎 広甫（みしょうさい こうほ、寛政3年（1791年） - 文久元年（1861年）7月）は、日本の華道家。未生流二代目当主。本名上田広甫。

## 経歴
寛政3年（1791年）に但馬国土居村（現:兵庫県香住町（旧:城崎郡））で生まれる。生家は、城崎の庄屋上田家である。当時は奉公人であった。幼名は、上田安太郎（やすたろう）。父親は、同じく庄屋として栄華を誇った上田九左衛門兼重の息子上田九助。
文化2年（1805年）に、後に共同で未生流を開く事となる未生斎一甫が上田家を訪れる。そこで一甫は広甫の芸道を見出し、摂津国大阪に連れて行く事を決意した。大阪に着き、未生斎広甫は未生斎一甫と未生流を開き、自ら不濁斎広甫と名乗るようになる。
未生流二代目当主を引き継いた後、文政12年（1829年）に嵯峨離宮（現:大覚寺）の華道を職とする花務職に任命される。また、僧位の法橋と法眼を賜っている。そこで「華道嵯峨御流」の普及を懇願され、積極的に普及に取り組み、「嵯峨御流」は全国的に知られる事となった。
文久元年（1861年）7月、大阪で没した。墓所は成正寺。

## 著作
- 『四方の薫里』
- 『花術三才噺』 - 天保6年（1835年）刊行。西洋天文学と花道思想の融合を目指した書[3]。